# Унгарска праистория
Унгарската праистория обхваща периода от обособяване на унгарците от другите угърски народи (приблизително 1000 г. пр.н.е. - 500 г. пр.н.е.) до разселването им в западна посока с установяването им в Панонската низина през 896 година. Понякога историографията удължава унгарската праистория до коронацията на Ищван I през 1000 година.
Произходът на унгарците и тяхната прародина са все още ненапълно изяснени от науката. До 19 век етнолингвистиката не уяснява, че унгарският език е сроден на хантийския и мансийския. Постепенно става ясно, че унгарската прародина се намира на река Кама в южен Урал.
Основен исторически източник за унгарската праистория е трактата на византийския писател и император Константин Порфирогенет „За управлението на империята“. Допълващите откъслечни сведения за унгарската праистория са западноевропейски, византийски и персийски. От тях става ясно, че унгарците наричани от Порфирогенет турки живеят в близост до Хазария в местност наречена Леведия по името на първия им владетел и се състоят от 7 племенни общности. Византийският император разправя, че унгарците в своята прародина не са имали чуждо владение, като за кратко са военни съюзници на хазарите.
Унгарската миграция на запад към днешната територия на Унгария се осъществява в периода 893 - 902 години. Това става под натиска на печенегите, тъй като последните са принудени да преминат Волга под хазарски и огузки натиск. Унгарското преселение не се различава по треактория от последвалите го печенешко, узко и куманско.
Достигайки Карпатите унгарците влизат във военно стълкновение с живеещите тук власи и българи. Появата на унгарците на Днепър принуждава българският владетел Симеон Велики да предприеме военен поход срещу тях. Под маджарския натиск и след военен разгром, България губи отвъддунавските си земи. Маджарите се заселват в Панония, където както ни съобщава Порфирогенет, те прогонват жителите на Великоморавия и я ликвидират като държавно образувание.